# Gregory Wüthrich
Gregory Kwesi Wüthrich (* 4. prosince 1994) je švýcarský profesionální fotbalista, který hraje na pozici středního obránce za rakouský klub SK Sturm Graz a švýcarský národní tým.

## Klubová kariéra
Wüthrich je mládežnický produkt Young Boys. Svůj debut ve švýcarské Super League si odbyl 2. února 2014 proti Thunu při domácím vítězství 2:1. Během sezóny 2013/14 odehrál 8 ligových zápasů. Poté, co během sezóny 2014/15 odehrál celkem 15 zápasů, z toho 9 v lize, Wüthrich opustil Young Boys a 24. února 2015 odešel na hostování do Grasshopperu. Svůj klubový debut si odbyl 1. března proti St. Gallenu.
Wüthrich podepsal 18. září 2019 smlouvu s klubem Perth Glory hrající A-League.
Dne 7. srpna 2020 podepsal smlouvu se Sturmem Graz.

## Reprezentační kariéra

### Mládežnické reprezentace
Wüthrich se narodil ghanské matce a švýcarskému otci. Byl mládežnickým reprezentantem Švýcarska.

### Seniorská reprezentace
Wüthrich byl poprvé povolán do švýcarské reprezentace pro zápasy Ligy národů proti Dánsku a Španělsku v září 2024. Debutoval 5. září 2024 proti Dánsku v Parkenu. V 61. minutě vystřídal Rubéna Vargase po vyloučení středního obránce Nica Elvediho. Dánsko vyhrálo 2:0.

## Statistiky

### Klubové
Platí k zápasu hranému 29. ledna 2025.
| Klub                    | Sezóna            | Liga                   | Liga   | Liga | Národní pohár | Národní pohár | Kontinentální | Kontinentální | Ostatní | Ostatní | Celkově | Celkově |
| Klub                    | Sezóna            | Soutěž                 | Zápasy | Góly | Zápasy        | Góly          | Zápasy        | Góly          | Zápasy  | Góly    | Zápasy  | Góly    |
| ----------------------- | ----------------- | ---------------------- | ------ | ---- | ------------- | ------------- | ------------- | ------------- | ------- | ------- | ------- | ------- |
| Young Boys              | 2013/14           | Švýcarská Super League | 8      | 1    | —             | —             | —             | —             | —       | —       | 8       | 1       |
| Young Boys              | 2014/15           | Švýcarská Super League | 9      | 1    | 2             | 0             | 4             | 0             | —       | —       | 15      | 1       |
| Young Boys              | 2015/16           | Švýcarská Super League | 12     | 0    | 1             | 0             | 0             | 0             | —       | —       | 13      | 0       |
| Young Boys              | 2016/17           | Švýcarská Super League | 3      | 0    | 1             | 0             | 2             | 0             | —       | —       | 6       | 0       |
| Young Boys              | 2017/18           | Švýcarská Super League | 8      | 0    | 2             | 0             | 3             | 0             | —       | —       | 13      | 0       |
| Young Boys              | 2018/19           | Švýcarská Super League | 14     | 0    | 1             | 0             | 3             | 0             | —       | —       | 18      | 0       |
| Young Boys              | 2019/20           | Švýcarská Super League | 1      | 0    | 0             | 0             | 0             | 0             | —       | —       | 1       | 0       |
| Young Boys              | Celkově           | Celkově                | 55     | 2    | 7             | 0             | 12            | 0             | —       | —       | 74      | 2       |
| Grasshopper (hostování) | 2014/15           | Švýcarská Super League | 8      | 0    | 1             | 0             | —             | —             | —       | —       | 9       | 0       |
| Perth Glory             | 2019/20           | A-League               | 18     | 1    | 0             | 0             | 1             | 0             | —       | —       | 19      | 1       |
| Sturm Graz              | 2020/21           | Rakouská Bundesliga    | 23     | 1    | 5             | 0             | —             | —             | —       | —       | 28      | 1       |
| Sturm Graz              | 2021/22           | Rakouská Bundesliga    | 31     | 4    | 0             | 0             | 8             | 0             | —       | —       | 39      | 4       |
| Sturm Graz              | 2022/23           | Rakouská Bundesliga    | 28     | 1    | 5             | 0             | 8             | 0             | —       | —       | 41      | 1       |
| Sturm Graz              | 2023/24           | Rakouská Bundesliga    | 28     | 3    | 4             | 1             | 10            | 0             | —       | —       | 42      | 4       |
| Sturm Graz              | 2024/25           | Rakouská Bundesliga    | 8      | 0    | 2             | 0             | 4             | 0             | —       | —       | 14      | 0       |
| Sturm Graz              | Celkově           | Celkově                | 128    | 9    | 16            | 1             | 30            | 0             | —       | —       | 164     | 10      |
| Celkově v kariéře       | Celkově v kariéře | Celkově v kariéře      | 200    | 12   | 24            | 1             | 43            | 0             | 0       | 0       | 267     | 13      |

### Reprezentační
Platí k zápasu hranému 5. září 2024.
| Národní tým | Rok     | Zápasy | Góly |
| ----------- | ------- | ------ | ---- |
| Švýcarsko   | 2024    | 1      | 0    |
| Celkově     | Celkově | 1      | 0    |

## Úspěchy
Young Boys
- Švýcarská Super League: 2017/18